# Jerzy I pomorski
Jerzy I pomorski (ur. 11 kwietnia 1493 w Darłowie, zm. na przeł. 9/10 maja 1531 w Szczecinie) – książę pomorski, syn Bogusława X, księcia pomorskiego i Anny Jagiellonki.

## Lata panowania
Od 1508 przebywał na dworze swojego wuja, księcia saskiego Jerzego w Dreźnie. Tamże pobierał nauki. Następnie studiował w Heidelbergu. Tam poznał swą pierwszą żonę Amelię. Od 1518 pomagał ojcu, księciu Bogusławowi X, w rządach nad księstwem. Po jego śmierci – współrządził księstwem razem z młodszym bratem Barnimem IX Pobożnym w latach 1523–1531.

### Sprawa lenna nad Lęborkiem i Bytowem
Wespół z trzystoma rycerzami w 1526 wyprawił się do wuja, króla Polski Zygmunta I Starego, przebywającego w Gdańsku, w sprawie niespłaconego posagu po matce (ok. 30 tys. groszy polskich) i lenna Lęborka i Bytowa. Stał się oficjalnym lennikiem Polski wespół z bratem Barnimem IX. Uzgodniono przymierze pomorsko-polskie, w które włączono Meklemburgię. Za przedłużenie lenna obu ziem bracia zgodzili się na pomniejszenie posagu o 12 tys. groszy polskich.

### Pretensje Brandenburgii do Pomorza
W 1521 Jerzy wziął aktywny udział w sejmie wormackim. Odwiedził Kraków, tamże prosił o pomoc i opiekę nad księstwem, w sporze z Brandenburczykami. W 1527 uczestniczył ponownie w sejmie Rzeszy w Spirze. Mimo wielu podejmowanych prób, nad rozstrzygnięciem pretensji elektora brandenburskiego do Pomorza, sprawy nie załatwiono. Próby rozmów podejmowano jeszcze na zjeździe w Jüterbogu, bezskutecznie. 25 sierpnia 1529 w Grzmiącej, Marchia Brandenburska zrzekła się pretensji zwierzchnich nad Pomorzem Zachodnim i uznała je jako lenno cesarskie, z prawem przejęcia sukcesji po ustaniu linii Gryfitów.

### Reformacja w Szczecinie
Jerzy po raz pierwszy spotkał się z Marcinem Lutrem w 1521 na sejmie wormackim, gdzie reformator był wezwany przez samego cesarza. Mimo jego potępienia i uznania za heretyka, Gryfita zdawał się być pod ogromnym wpływem jego nauk. W 1523 Luter przysłał do Szczecina teologa Paula vom Rode. Powodem tego m.in. był list rady miejskiej Szczecina przesłany twórcy luteranizmu, z zapytaniem o wyrażenie opinii w sprawie świadczeń kleru na rzecz miasta. Odpowiedź była jednoznaczna – kler winny był ponosić ciężary podatkowe na równi z pozostałymi mieszkańcami. Vom Rode rozpoczął wykładać istotę nowej religii. Jego nauki odbywały się pod gołym niebem na rynku bądź w porcie. Prócz niego, nauczali również Jan Knipstro oraz Mikołaj Tech. Stosunkowo szybko pospólstwo zaczęło domagać się zmian w Kościele katolickim. Nad wprowadzaniem nowej religii kontrolę sprawował Jerzy I, który już samodzielnie sprawował władzę nad księstwem. Do miasta przybyło kilku kaznodziejów, radykalnych kleryków wzywających masy do walki przeciw istniejącemu porządkowi. Większość mieszkańców, wraz z częścią szlachty, opowiedziała się po stronie nowej religii. Groźba buntu i z nim związany strach paraliżował pracę duszpasterską katolickich duchownych. Sytuacja ta doprowadziła do opuszczenia przez nich miasta. Vom Rode otrzymał prawo odprawiania mszy w obrządku luterańskim w kościele św. Jakuba w Szczecinie.

### Przejęcie dóbr kościelnych
W księstwie, w okresie reformacji zaczęły się spontaniczne wystąpienia luteran. Organizowano napady na kościoły, rabunek kosztowności kościelnych Kościoła katolickiego wraz z pozostałym jego mieniem. Na skutek szerzenia się grabieży Jerzy I nakazał urzędnikom księstwa zajęcie całego mienia kościelnego, zwłaszcza w małych miejscowościach i wsiach, wraz ze wszelkimi dobrami klasztornymi i biskupimi. Przejęto razem 45 fundacji i klasztorów (obszar 1/3 ziem księstwa)..

### Ostatnie lata życia
Około 1530, gdy regulowano sprawy posagowe pierwszej żony Bogusława X, Małgorzaty brandenburskiej (30 tys. guldenów), podjęto decyzję o ponownym mariażu księcia Jerzego. Jego żoną została Małgorzata, córka elektora brandenburskiego Joachima I. Niechętnym temu małżeństwu był Barnim IX, który w akcie protestu nie wziął udziału w uroczystościach ślubnych.
9 maja 1531 podczas polowania, w kołbackich lasach Jerzy zachorował na zapalenie płuc. Po przewiezieniu go do Szczecina, w nocy z 9 na 10 maja zmarł. Pochowano go 13 maja obok ojca Bogusława X, w kościele św. Ottona na szczecińskim zamku. Po jego śmierci władzę nad księstwem przejęli jego brat, Barnim IX i syn, Filip I.
Jerzy I był wysokiego wzrostu, silnej budowy ciała, oszpecony na skutek uszkodzenia lewej gałki ocznej, podczas jednego z polowań; bardzo podobny do swego ojca. Był rozsądnym władcą – zwykł mawiać o sobie „z radością przez życie”.

## Życie prywatne

### Żony
Pierwszą żoną Jerzego była Amelia, córka Filipa, elektora Palatynatu Reńskiego z rodu Wittelsbachów, oraz Małgorzaty bawarskiej. Po raz drugi Jerzy ożenił się z Małgorzatą, córką Joachima I Nestora, elektora brandenburskiego i Elżbiety Oldenburg.

### Dzieci
Z pierwszego związku małżeńskiego z Amelią pochodziło troje dzieci:
- Bogusław XI (ur. 21 marca 1514, zm. 1514) – zmarł w wieku niemowlęcym,
- Filip I wołogoski (ur. 14/15 lipca 1515, zm. 14 lutego 1560) – książę pomorski, szczeciński i wołogoski,
- Małgorzata (ur. po 25 maja 1518, zm. 24 czerwca 1569) – żona Ernesta III (IV), księcia brunszwickiego na Grubenhagen[9].

Z drugiego małżeństwa z Małgorzatą – jedna córka, tj.
- Georgia pomorska (ur. 28 listopada 1531, zm. na przeł. 1573/1574) – żona Stanisława Latalskiego, starosty inowrocławskiego i człuchowskiego, hrabiego na Łabiszynie[10].

Przypisywano mu również ojcostwo nieślubnego syna Jerzego (Georga) Herza, który był późniejszym pastorem i kaznodzieją w Ryszewku i Kozielicach koło Pyrzyc. Współczesna genealogia podaje w wątpliwość tę filiację.

### Genealogia
| Eryk II ur. w okr. 1418–1425 lub poźn. zm. 5 VII 1474 | Eryk II ur. w okr. 1418–1425 lub poźn. zm. 5 VII 1474 |                                              |                                              | Zofia ur. ok. 1434 zm. 24 VIII 1497 | Zofia ur. ok. 1434 zm. 24 VIII 1497 |  |  | Kazimierz IV Jagiellończyk ur. 30 XI 1427 zm. 7 VI 1492 | Kazimierz IV Jagiellończyk ur. 30 XI 1427 zm. 7 VI 1492 |                                                   |                                                   | Elżbieta Rakuszanka ur. na przeł. 1436/1437 zm. 30 VIII 1505 | Elżbieta Rakuszanka ur. na przeł. 1436/1437 zm. 30 VIII 1505 |
|                                                       |                                                       |                                              |                                              |                                     |                                     |  |  |                                                         |                                                         |                                                   |                                                   |                                                              |                                                              |
|                                                       |                                                       |                                              |                                              |                                     |                                     |  |  |                                                         |                                                         |                                                   |                                                   |                                                              |                                                              |
|                                                       |                                                       | Bogusław X ur. 28 lub 29 V 1454 zm. 5 X 1523 | Bogusław X ur. 28 lub 29 V 1454 zm. 5 X 1523 |                                     |                                     |  |  |                                                         |                                                         | Anna Jagiellonka ur. 12 III 1476 zm. 12 VIII 1503 | Anna Jagiellonka ur. 12 III 1476 zm. 12 VIII 1503 |                                                              |                                                              |
|                                                       |                                                       |                                              |                                              |                                     |                                     |  |  |                                                         |                                                         |                                                   |                                                   |                                                              |                                                              |
|                                                       |                                                       |                                              |                                              |                                     |                                     |  |  |                                                         |                                                         |                                                   |                                                   |                                                              |                                                              |
|                                                       |                                                       |                                              |                                              |                                     |                                     |  |  |                                                         |                                                         |                                                   |                                                   |                                                              |                                                              |

|                                      |                                      | 1 Amelia reńska ur. 25 VII 1490 zm. 6 I 1525 OO 13 VI 1513 | 1 Amelia reńska ur. 25 VII 1490 zm. 6 I 1525 OO 13 VI 1513 | Jerzy I pomorski (ur. 11 IV 1493, zm. na przeł. 9/10 V 1531) | Jerzy I pomorski (ur. 11 IV 1493, zm. na przeł. 9/10 V 1531) | 2 Małgorzata brandenburska ur. 29 IX 1511 zm. po 3 XII 1577 OO 23 lub w okr. 19–25 I 1530 | 2 Małgorzata brandenburska ur. 29 IX 1511 zm. po 3 XII 1577 OO 23 lub w okr. 19–25 I 1530 |  |  |
|                                      |                                      |                                                            |                                                            |                                                              |                                                              |                                                                                           |                                                                                           |  |  |
|                                      |                                      |                                                            |                                                            |                                                              |                                                              |                                                                                           |                                                                                           |  |  |
|                                      | 1                                    |                                                            | 1                                                          |                                                              | 1                                                            |                                                                                           | 2                                                                                         |  |  |
| Bogusław XI ur. 21 III 1514 zm. 1514 | Bogusław XI ur. 21 III 1514 zm. 1514 | Filip I wołogoski ur. 14/15 VII 1515 zm. 14 II 1560        | Filip I wołogoski ur. 14/15 VII 1515 zm. 14 II 1560        | Małgorzata ur. po 25 V 1518 zm. 24 VI 1569                   | Małgorzata ur. po 25 V 1518 zm. 24 VI 1569                   | Georgia pomorska ur. 28 XI 1531 zm. na przeł. 1573/1574                                   | Georgia pomorska ur. 28 XI 1531 zm. na przeł. 1573/1574                                   |  |  |

### Opracowania
- Dopierała B., Polskie losy Pomorza Zachodniego, Poznań 1970.
- Kazimierz Kozłowski, Jerzy Podralski, Gryfici. Książęta Pomorza Zachodniego, Szczecin: Krajowa Agencja Wydawnicza, 1985, ISBN 83-03-00530-8, OCLC 189424372. Brak numerów stron w książce
- Edward Rymar, Rodowód książąt pomorskich, Szczecin: Książnica Pomorska im. Stanisława Staszica, 2005, ISBN 83-87879-50-9, OCLC 69296056. Brak numerów stron w książce
- Wachowiak B., Szczecin w okresie przewagi państwa feudalnego 1478-1713 [w:] Labuda G. (pod red.), Dzieje Szczecina. Wiek X-1805, T. II, Warszawa – Poznań 1985, ISBN 83-01-04344-X.

### Opracowania online
- Schmidt R., Georg I. Herzog von Pommern (niem.) [w:] NDB, ADB Deutsche Biographie (niem.), [dostęp 2012-04-05].

### Literatura dodatkowa (online)
- Madsen U., Georg I. Herzog von Pommern (niem.), [dostęp 2012-04-05].